# Teplička (Waag)
Die Teplička ist ein 26,5 Kilometer langer linker Zufluss der Waag im Okres Ilava (im Oberlauf) und im Okres Trenčín in der Slowakei. Sie ist Teil des Stromgebiets der Donau.
Die Teplička entspringt im Gebirge Strážovské vrchy bei Horná Poruba zwischen den Bergen Vápeč (956 m) und Homôľka (907 m) und verläuft von dort generell in westlicher Richtung über Dolná Poruba und Omšenie, durchquert einen kleinen Stausee (vodní nádrž Teplička) und dann die Kurstadt Trenčianske Teplice. In ihrem weiteren Verlauf bis zur Mündung in den Seitenkanal der Waag (Kočkovský kanál oder Vážsky kanál) bei Trenčianska Teplá auf einer Höhe von rund 220 m wird sie von der Schmalspurbahn Trenčianska Teplá–Trenčianske Teplice  begleitet.